# Loughguile
Loughguile (en irlandés: Loch gCaol, lit. 'lago del estrecho') es un pueblo del distrito de Causeway Coast y Glens del condado de Antrim de Irlanda del Norte.

## Toponimia
El nombre del pueblo también puede escribirse como Loughgiel.

## Geografía
Loughguile se encuentra ubicada al norte la isla de Irlanda, cerca de la costa del océano Atlántico, 13 km al este de Ballymoney y a 74 km de Belfast. El pueblo está en el límite de la zona de Glens de Antrim. 

## Demografía
En 2011 tenía una población de 396 habitantes.

## Infraestructura

### Educación
Las escuelas locales son la escuela primaria St Patrick y la escuela primaria St Anne.

## Cultura

### Deporte
El equipo de hurling, Loughgiel Shamrocks, es el único equipo en Úlster que ha ganado el Campeonato de Hurling de Clubes Senior de toda Irlanda, en 1983 y 2012. El club también tiene actualmente el mayor número de títulos de condado en Antrim (20).

## Personas importantes
- George Macartney (1737-1806): estadista, administrador colonial y diplomático británico, conde de Macartney.
- Henry Henry (1846-1908): prelado católico irlandés, obispo de la diócesis de Down y Connor (1895-1908).
- Cahal Daly (1917-2009): prelado católico irlandés, teólogo y primado de Irlanda.